# Gerard Alderliefste

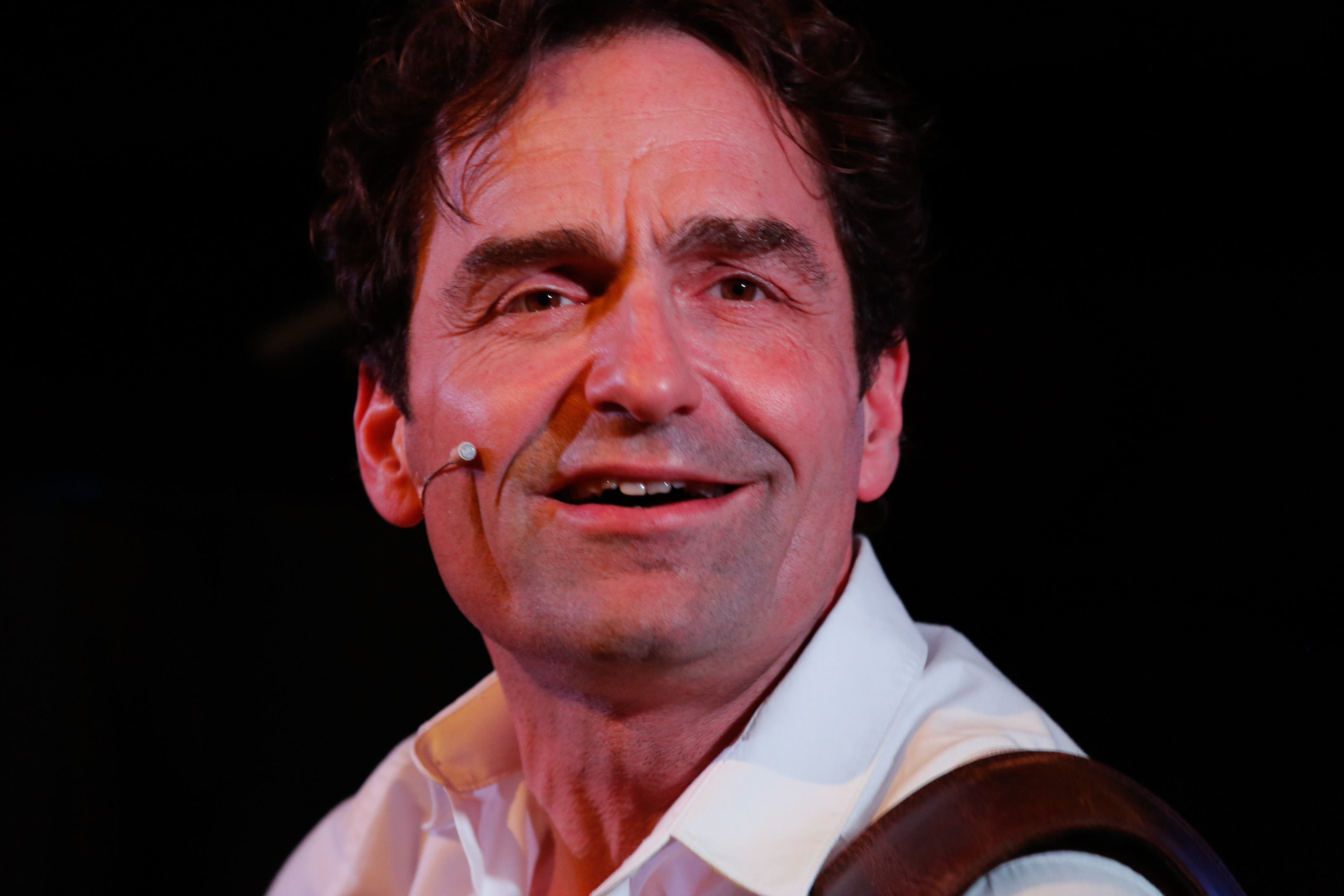
Gerard Alderliefste

Gerard Alderliefste is een Nederlands arts in de verslavingszorg en muzikant.

## Loopbaan
Gerard Alderliefste combineert sinds 1993 twee beroepen. Naast muzikant is hij arts bij Brijder Verslavingszorg. Hier specialiseerde hij zich in verslavingszorg en in langetermijngevolgen van partydrugs. Hij startte in 2008 het Landelijk Medisch Spreekuur Partydrugs voor de aandoeningen Hallucinogen Persisting Perception Disorder (HPPD), Visual Snow Syndrome en depersonalisatiestoornis (DPS).
Als gitarist, pianist en zanger speelde hij meer dan twintig jaar in de driemansband Alderliefste waarna hij diverse andere projecten initieerde. In 2016 hield hij een theatertournee, genaamd En route, samen met Cor Bakker.
Zijn eerste onemanshow in de theaters heette Dubbel Leven, een programma over levenskeuzes, muziek en verslaving. Naast deze onemanshow treedt Gerard Alderliefste op in duet met violiste Maria Eldering en in het octet Gerard Alderliefste & Friends, naast Alderliefste zelf bestaande uit de zangeressen Bregje Hermans en Rosanne Alderliefste, accordeonist Rob Stoop, toetsenist Michel van Kemenade, violiste Maria Eldering, bassist Kees Post en drummer Paul van Schaik.
In deze bezetting draait de theatertour Une Belle Histoire sinds 2019. Het repertoire omvat Franse hits uit met name de jaren '70.

## Discografie
- Je maintiendrai (2004) - Alderliefste
- De Franse slag (2008) - Alderliefste
- Trois (2014) - Alderliefste
- De wind (2018, single)
- Vivre - Mijn Franse favorieten (2021)